# Gennaro Dini
Gennaro Dini, né le 12 janvier 1893 à Salerne (Campanie, Italie) et mort à une date indéterminée après 1950, est un acteur, un scénariste et un réalisateur italien actif en France dans l'entre-deux-guerres.
Également peintre, il est l'auteur d'affiches de cinéma signées G. Dini ainsi que des décors de ses propres films.

## Biographie
En dehors de ses rôles d'acteur de 1918 à 1929 et des films qu'il a réalisé entre 1923 et 1933, on sait peu de choses sur Gennaro Dini, sinon qu'il a été le mari de l'actrice Nina Bélosoroff dite Nina Orlova de 1914 à 1930.
Fils de commerçants italiens installés à Nice, Gennaro Dini qui résidait encore à Salerne au moment de son mariage, se fixe définitivement en France à la fin de la Première Guerre mondiale. D'abord acteur pendant cinq années, il passe derrière la caméra pour réaliser son premier film L'Expiation qui sortira sur les écrans en mai 1923. Souvent acteur, scénariste, décorateur mais aussi producteur de ses propres réalisations, il va enchaîner en moyenne un film par an jusqu'en 1933, date à laquelle sa carrière cinématographique s'interrompt soudainement sans qu'on en connaisse les raisons.
Il quitte ainsi les plateaux de cinéma après la sortie de son dernier film Cabiria en mars 1933, quinze ans à peine après y être apparu pour la première fois en tant qu'acteur. Dini est encore cité en 1934 comme membre de l'Association des Auteurs de Films. D'après l'Annuaire général des lettres paru la même année, il est domicilié au 4, avenue Gambetta dans le 20e arrondissement de Paris. 
On perd définitivement sa trace à partir de mai 1950, date à laquelle il figure encore comme sociétaire-adjoint dans l'annuaire de la Société des auteurs et compositeurs dramatiques. Il avait alors 57 ans.

## Carrière au cinéma[15].
comme acteur
- 1918 : Reine Lumière, film en 12 épisodes de René Navarre et Lino Manzoni : Jacques Bernard[16]. Film réédité en 1921.
- 1919 : Barrabas, film en 12 épisodes de Louis Feuillade
- 1920 : Tue la mort, film en 12 épisodes de René Navarre : Paolo
- 1921 : Le Sept de trèfle, film en 12 épisodes de René Navarre
- 1924 : Le Secret d'Alta Rocca, film en 12 épisodes d'André Liabel : Donato

comme acteur et réalisateur
- 1923 : L'Expiation
- 1928 : Les Capes noires[17] / Justice[18]

comme réalisateur
- 1924 : La Nuit d'un vendredi 13[19], scénario d'Alain de la Perche[20]
- 1925 : Romanetti ou le Roi du maquis [21] / Hors-la-loi[22]

comme scénariste et réalisateur
- 1923 : L'Expiation
- 1923 : Paternité[23]
- 1926 : Âme de femme[24] / Leurs destinées[25]
- 1929 : Quand l'ombre descend[26]
- 1931 : Les Vagabonds magnifiques[27], musique de Roger Dumas
- 1932 : Une Voix qui meurt[28] / La Voix qui meurt[29], musique d'Henri Goublier
- 1933 : Cabiria, version sonore et chantée du film muet de Giovanni Pastrone (1914) réalisée par Gennaro Dini sur une musique de Jules Mazellier[30].

Projet non réalisé
- 1926 : Nuit de Noël[31]